# Jubilejní medaile 50. výročí vítězství ve Velké vlastenecké válce 1941–1945
Jubilejní medaile 50. výročí vítězství ve Velké vlastenecké válce 1941–1945 (rusky ôЮбилейная медаль «50 лет Победы в Великой Отечественной войне 1941—1945 гг.», bělorusky Юбілейны медаль «50 год Перамогі ў Вялікай Айчыннай вайне 1941—1945 гг.», kazašsky «1941-1945 жж. Ұлы Отан соғысындағы Жеңіске 50 жыл» мерейтойлық медал, ukrajinsky Ювілейна медаль «50 років Перемоги у Великій Вітчизняній війні 1941—1945 рр.») je pamětní medaile zemí, které jsou členy Společenství nezávislých států. Udílena byla na památku padesátého výročí vítězství v druhé světové válce. 

## Historie
Medaile byla založena zákonem Ruské federace ze dne 7. července 1993 u příležitosti padesátého vítězství ve Velké vlastenecké válce 1941–1945. Tato medaile byla uznána i v Kazašské republice na základě usnesení Nejvyšší rady Kazašské republiky č. 2485-XII ze dne 26. října 1993. V Bělorusku byla zavedena na základě dekretu prezidenta Běloruské republiky č. 102 ze dne 14. března 1995. Na Ukrajině byla medaile uznána dekretem prezidenta Ukrajiny Leonida Kučmy č. 339/95 ze dne 29. dubna 1995. V roce 1995 bylo rozhodnuto u udělení této pamětní medaile občanům Ukrajiny, kteří byli válečnými veterány. V oficiálních dokumentech je název medaile uváděn v ruštině. Od 7. září 2010 přestala být na základě prezidentského dekretu č. 1099 státním vyznamenáním Ruské federace.

## Pravidla udílení
Medaile byla udílena veteránům ozbrojených sil Sovětského svazu, kteří se zúčastnili bojů na frontě během Velké vlastenecké války. Dále byla udílena partyzánům a příslušníkům odboje působícím během války na dočasně okupovaných územích patřících SSSR. Udílena byla i vojákům a civilistům, kterým byla již dříve udělena medaile Za vítězství nad Německem ve Velké vlastenecké válce 1941–1945, medaile Za vítězství nad Japonskem, medaile Za udatnou práci za Velké vlastenecké války 1941–1945, medaile Za pracovní udatnost, medaile Za vynikající práci, medaile Za obranu Moskvy, medaile Za obranu Oděsy, medaile Za obranu Leningradu, medaile Za obranu Sevastopolu, medaile Za obranu Stalingradu, medaile Za obranu Kyjeva, medaile Za obranu Kavkazu nebo medaile Za obranu sovětské Arktidy. Medaili obdrželi také bývalí nezletilí vězni koncentračních táborů, ghett a dalších vazebních míst vytvořených nacisty a jejich spojenci během druhé světové války.

## Popis medaile
Medaile kulatého tvaru o průměru 32 mm je vyrobena z tombaku. Na přední straně je Kremelská zeď se Spasskou věží, chrám Vasila Blaženého a slavnostní ohňostroj. Ve spodní části medaile je vyobrazen Řád vlastenecké války a letopočty 1945 a 1995. Řád je položen na vavřínových větvičkách. Na zadní straně je nápis 50 лет Победы в Великой Отечественной войне 1941—1945 гг.  Ve spodní části medaile při vnějším okraji jsou dvě vavřínové větvičky, vespod spojené stužkou. Okraje medaile jsou vystouplé. Všechny nápisy i motivy jsou konvexní.
Medaile je připojena pomocí jednoduchého očka ke stuhou potažené kovové destičce ve tvaru pětiúhelníku. Stuha z červenéhohedvábného moaré je široká 24 mm. Na levém okraji stuhy je pět proužků širokých 2 mm. Tři proužky jsou černé a dva oranžové. Vnější dva černé pruhy jsou navíc lemovány proužkem oranžové barvy širokým 1 mm.